# Anneau hensélien
En mathématiques, un anneau hensélien est un anneau local dans lequel le lemme de Hensel est vrai, c'est-à-dire si, pour un polynôme à coefficients dans l'anneau, on peut déduire une racine exacte d'une valeur approchée. Ils ont été introduits par Azumaya 1951, qui les a nommés en hommage à Kurt Hensel. Leur description initiale par Azumaya permettait des anneaux henséliens non commutatifs, mais aujourd'hui on suppose en général qu'ils sont commutatifs.

## Définitions
Dans cet article, les anneaux seront supposés commutatifs, bien qu'il existe également une théorie des anneaux henséliens non commutatifs.
- Un anneau local R d'idéal maximal m est dit hensélien si le lemme de Hensel est vrai : si P est un polynôme unitaire dans R [x], alors toute factorisation de son image dans (R/m)[x] en un produit de polynômes unitaires premiers entre eux peut être relevée en une factorisation dans R [x].
- Un anneau local est hensélien si et seulement si toute extension finie d'anneau est un produit d'anneaux locaux.
- Un anneau local hensélien est dit strictement hensélien si son corps résiduel est séparable.
- Par abus de notation, un corps {\displaystyle K} avec valuation {\displaystyle v} est dit hensélien si son anneau de valuation est hensélien. C'est le cas si et seulement si {\displaystyle v} s'étend de manière unique à toute extension finie de {\displaystyle K} (resp. à toute extension finie séparable de {\displaystyle K}, resp. à {\displaystyle K^{alg}}, resp. à {\displaystyle K^{sep}} ).
- Un anneau est dit hensélien s’il est produit direct d’un nombre fini d’anneaux locaux henséliens.

### Propriétés
- Soit {\displaystyle (K,v)} est un corps hensélien. Alors toute extension algébrique de {\displaystyle K} est hensélien.
- Si {\displaystyle (K,v)} est un corps hensélien et {\displaystyle \alpha } est algébrique sur {\displaystyle K}, alors pour tout conjugué {\displaystyle \alpha '} de {\displaystyle \alpha } sur {\displaystyle K}, {\displaystyle v(\alpha ')=v(\alpha )}. La réciproque est vraie, car pour une extension de corps normale {\displaystyle L/K}, les extensions de {\displaystyle v} à {\displaystyle L} sont conjuguées[1].

## Anneaux henséliens en géométrie algébrique
Les anneaux henséliens sont les anneaux locaux par rapport à la topologie de Nisnevich dans le sens où si {\displaystyle R} est un anneau local hensélien, et {\displaystyle \{U_{i}\to X\}} est un recouvrement Nisnevich de {\displaystyle X=\operatorname {Spec} (R)}, alors l'un des {\displaystyle U_{i}\to X} est un isomorphisme. Ceci doit être comparé au fait que pour tout recouvrement ouvert de Zariski {\displaystyle \{U_{i}\to X\}} du spectre {\displaystyle X=\operatorname {Spec} (R)} d'un anneau local {\displaystyle R}, l'un des {\displaystyle U_{i}\to X} est un isomorphisme. En fait, cette propriété caractérise les anneaux henséliens, resp. anneaux locaux.
De même, les anneaux henséliens stricts sont les anneaux locaux de points géométriques dans la topologie étale.

## Hensélisation
Pour tout anneau local A, il existe un anneau hensélien universel B construit à partir de A, appelé hensélisation de A, introduit par Nagata 1953, vérifiant la propriété universelle que tout morphisme local de A dans un anneau hensélien s'étend uniquement à B. L'hensélisation de A est unique à  isomorphisme près. L'hensélisation de A est l'analogue algébrique de la complétion de A. L'hensélisation de A a la même complétion et corps résiduel que A; c'est aussi un module plat sur A. Si A est noéthérien, réduit, normal, régulier ou excellent, alors son hensélisation l'est également. Par exemple, l'hensélisation de l'anneau de polynômes k[x, y,...] localisé au point (0,0,...) est l'anneau des séries formelles algébriques (anneau de série formelle satisfaisant une équation algébrique ). D'où l'analogue « algébrique » de la complétion.
De même, il existe un anneau strictement hensélien construit à partir de A, appelé hensélisation stricte de A. L'hensélisation stricte n'est pas tout à fait universelle : elle est unique, mais seulement à un isomorphisme non unique près. Plus précisément cela dépend du choix d'une clôture algébrique séparable du corps résiduel de A, et les automorphismes de cette clôture algébrique séparable correspondent aux automorphismes de l'hensélisation stricte correspondante. Par exemple, une hensélisation stricte du corps des nombres p-adiques est donnée par l'extension non ramifiée maximale, générée par toutes les racines de l'unité d'ordre premier à p. Elle n’est pas « universelle » car elle possède des automorphismes non triviaux.

## Exemples
- Tout corps est un anneau local hensélien. (Mais tous les corps valués ne sont pas « henséliens » au sens de la quatrième définition ci-dessus.)
- Les anneaux locaux complets séparés (au sens de Hausdorff), tels que l'anneau des entiers p-adiques et les anneaux des séries entières formelles sur un corps, sont henséliens.
- Les anneaux des séries entières convergentes sur les nombres réels ou complexes sont henséliens.
- Les anneaux de séries entières algébriques sur un corps sont henséliens.
- Un anneau local qui est entier sur un anneau hensélien est hensélien.
- L'hensélisation d'un anneau local est un anneau local hensélien.
- Tout quotient d'un anneau hensélien est hensélien.
- Un anneau A est hensélien si et seulement son anneau réduit A red associé est hensélien (c'est le quotient de A par l'idéal des éléments nilpotents).
- Si A n’a qu’un seul idéal premier alors il est hensélien puisque A red est un corps.